# Nikołaj Abramow (scenarzysta)
Nikołaj Pawłowicz Abramow (ros. Николай Павлович Абрамов; ur. 23 sierpnia 1908, zm. 5 września 1977) – radziecki scenarzysta filmów fabularnych i animowanych, specjalista w zakresie teorii kina. 

## Życiorys
W 1930 ukończył leningradzki Instytut Historii Sztuk. Od 1934 roku zaczął pisać scenariusze. W animacji współpracował z reżyserami Piotrem Nosowem oraz Lwem Atamanowem. Od 1956 był pracownikiem Instytutu Historii Sztuk w Moskwie. Był autorem prac z teorii i historii kina, w tym książek „Dziga Wiertow” (1962) oraz „Kinoiskusstwo Zapada o wojnie” (1965).

## Filmografia
- 1939: Gornyj marsz (fabularny)[2] ;
- 1953: Farbowany lis;
- 1954: Złota antylopa;
- 1956: Czudiesnyj kołodiec (animowany)[2] ;
- 1957: Wilk i siedem kózek;
- 1957: Skazka o Snieguroczkie;
- 1958: Lisa i Wołk;
- 1959: Wiernułsia służybyj domoj.

## Książki
- 1954: Złota antylopa: Bajka filmowa na tle hinduskich podań ludowych[3]
- 1962: Dziga Wiertow
- 1965: Kinoiskusstwo Zapada o wojnie